# نبیل الوهابی
نبیل الوهابی (انگلیسی: Nabil Elouahabi؛ زادهٔ ۶ فوریهٔ ۱۹۷۵) بازیگر اهل بریتانیا است.
از فیلم‌ها یا برنامه‌های تلویزیونی که وی در آن نقش داشته‌است، می‌توان به ایست‌اندرز، آن شب، حمله متقابل، داستان روح‌های ازدست‌رفته، مجتمع مسکونی، در این جهان، علی جی اینداهوس و مجموع همه ترس‌ها اشاره کرد.